# Edmund Twórz
Edmund Franciszek Twórz (né le 12 février 1914 en Pologne et mort le 29 septembre 1987) était un joueur international de football polonais, qui évoluait en tant que défenseur.

## Biographie

### Club
Il passe toute sa carrière de club dans deux équipes du championnat polonais entre 1929 et 1954.
La première partie de sa carrière s'effectue au Warta Poznań de 1929 à 1947, puis il va ensuite rejoindre l'Ogniwo Sopot entre 1948 et 1954.

### International
En équipe polonaise, il est sélectionné pour participer à la coupe du monde 1938 jouée en France, mais est mis sur la touche au début du tournoi car seulement 15 joueurs partent pour Strasbourg. 
Il joue donc en tout 6 matchs internationaux avec la Pologne entre 1937 et 1939 :
- 1937 :
  -  Bulgarie 3:3  Pologne
  -  Pologne 2:1    Lettonie
- 1938
  -  Lettonie 2:1   Pologne
- 1939
  -  France 4:0   Pologne
  -  Pologne 3:3   Belgique
  -  Pologne 1:1   Suisse